# Товкач Костянтин Іванович
Костянтин Іванович Товка́ч (17 травня 1882, с. Рудівка, Прилуцький повіт, Полтавська губернія — 27 листопада 1937) — український політичний, громадський і церковний діяч.

## Біографічні відомості
Народився 17 травня 1882 року в селі Рудівка Прилуцького повіту Полтавської губернії (тепер Прилуцький район Чернігівської області), у родині козака-хлібороба. Мав уроджену інвалідність за зором.
Після закінчення Роменського духовного училища в 1897 році продовжив навчання в Полтавській духовній семінарії, де був знайомий із Симоном Петлюрою. У 1901—1902 роках гурток семінаристів висунув вимогу українізації семінарії; через це Кость Товкач, що входив до гуртка, був покараний переведенням до Мінської духовної семінарії, яку закінчив у 1903 році, після чого одружився з донькою священника (дані про неї відсутні).
У 1904 році був настоятелем Покровської церкви та законовчителем церковнопарафіяльної школи в селі Великий Перевіз Миргородського повіту. У 1905—1906 роках був настоятелем Миколаївської церкви села Диканьки; застерігав місцевих мешканців, що працювали в економії Кочубея, від страйків і мітингів, а також від насильства та пияцтва. Влітку 1906 року постав перед судом разом із 15 учасників мітингів; невдовзі був позбавлений священничого сану, згодом розлучився.
Навчався на правничому факультеті Харківського університету. У 1907 році очолив раду студентської української громади Харкова. Перебував під наглядом поліції. 21 червня 1908 року був засуджений до трьох місяців ув'язнення. Відбувши покарання, здобув вищу освіту. Одружився вдруге зі слухачкою медичного факультету Ольгою Тригуб. У 1915 році в подружжя народився син Володимир (репресований у 1930-х роках).
До 1917 року Кость Товкач працював помічником присяжного повіреного, згодом — адвокатом у Полтаві. Був членом полтавської «Громади» (об'єднання української інтелігенції).

### У добу визвольних змагань
У 1917 році активно долучився до проукраїнської політичної діяльності. На початку квітня був відряджений на Всеукраїнський з'їзд Української партії соціалістів-федералістів (УПСФ), призначений тимчасовим членом Центральної Ради в Києві. З червня очолював полтавський осередок УПСФ, за списком якої був обраний гласним Полтавської міської думи, яку згодом очолив. Був заступником голови Полтавської земської управи, обирався головою Полтавського з'їзду мирового суду.
У липні 1917 року став членом ради української гімназії імені І. П. Котляревського. Також брав активну участь у створенні української гімназії імені Івана Стешенка.
У першій половині 1918 року отримав призначення на посаду Генерального судді УНР. 26 квітня був затверджений заступником міністра судових справ УНР, однак після приходу до влади Павла Скоропадського не встиг реально стати до виконання обов'язків; так само не зміг виконувати обов'язки на посаді заступника посла Української Держави в Болгарії, на яку був призначений. У жовтні 1918 року очолив Полтавську губернську філію Українського національного союзу, що був в опозиції до Скоропадського; сприяв встановленню в Полтаві влади Директорії УНР, яка протрималася менше двох місяців. У період Директорії очолював Полтавську міську думу.
Наприкінці літа 1919 року був заарештований контррозвідкою російської Добровольчої армії.

### За радянської влади
Після встановлення радянської влади очолив у січні 1920 року правління Союзу сільськогосподарської кооперації «Хуторянин». Тоді ж став першим керівником Православного церковного братства. У серпні був звільнений з роботи й заарештований «особливим відділом» у зв'язку з неблагонадійністю та підозрою в належності до Комітету визволення України. У 1920 році в подружжя Товкачів народився син Юрій (загинув за нез'ясованих обставин у 1941 році).
На початку 1921 року Кость Товкач перебував під слідством у Харкові. У жовтні очолив групу Православного церковного братства в Полтаві, що виступала на підтримку Української автокефальної православної церкви (УАПЦ) під проводом митрополита Київського і всієї України Василя Липківського. У 1922 році діяльність братства було припинено з організацією в Полтаві окружної ради УАПЦ, яку недовго очолював Кость Товкач. Надавав автокефалії не лише церковно-релігійне, а й велике національне значення, оскільки вона, на його думку, виявилася «здатною об'єднати розрізнених українців». У джерелах хибно згадувався як священник УАПЦ; відхилив пропозицію митрополита Василя Липківського стати єпископом Полтавським, оскільки вважав себе неготовим до цього.
У 1920-х роках був членом полтавської колегії адвокатів. У 1921—1923 роках працював в організації «Союз-Кустар», у 1925—1926 роках — в організації, що займалася правозахистом жертв інтервенції.
У січні 1926 року громада УАПЦ при Покровській церкві в Полтаві, одним із провідників якої був Кость Товкач, розпалася. Восени 1926 року, з переїздом до Харкова, Товкач відійшов від діяльності УАПЦ, розійшовшись із митрополитом Василем Липківським і його соратниками в поглядах на майбутнє церкви та розчарувавшись у ній через недоліки. Надалі перебував на пенсії за інвалідністю, не працював. У 1928 році в Костя Товкача внаслідок тривалого позашлюбного зв'язку з просвітянкою Марією Рудинською народилася донька Галина (померла у 2007 році).

### Репресії
15 вересня 1929 року був заарештований за справою Спілки визволення України (СВУ) як її «керівник у Полтаві». Визнав себе винним у створенні та керівництві полтавськими філіями «контрреволюційних» організацій «Братерство української державності» (1921—1924 роки) та СВУ (1926—1929 роки), хоча в перші два місяці допитів категорично заперечував існування таких організацій. Згодом «зізнався у контрреволюційній діяльності» та поклявся «зректися контрреволюційної діяльності на націоналістичному ґрунті і допомагати будувати комунізм», проте 19 квітня 1930 року був засуджений до 5 років ув'язнення та 2 років позбавлення громадянських прав. Покарання відбував у Ярославському політичному ізоляторі.
Відбувши в ув'язненні 2 роки, був умовно звільнений у 1931 році, повернувся до Полтави. Проходив за колективною справою за звинуваченням у «контрреволюційній діяльності». У листопаді 1933 року був заарештований у Києві та перевезений до Полтави. На початку грудня на допиті заявив, що своєї ідеології змінити не зміг, додавши: «Обов'язок мій як українського націоналіста мусить бути спрямований на піднесення моєї нації»; разом з тим виступав із засудженням колонізаторської політики Москви та штучно організованого нею голоду. У лютому 1934 року зізнався в спробі відновити діяльність СВУ в Полтаві під своїм проводом. 28 лютого 1934 року отримав вирок — ув'язнення в концтаборі на три роки умовно, беручи до уваги стан здоров'я. Того ж року Костя Товкача залишила дружина, повернувшись до дошлюбного прізвища (померла 1976 року).
Останні роки життя Кость Товкач мешкав у радгоспі імені Перовської поблизу Севастополя (нині село Любимівка), де працював поштарем.
14 липня 1937 року був заарештований Севастопольським головним відділом НКВС по Криму за обвинуваченням у членстві в «контрреволюційній» організації СВУ. 10 листопада 1937 року трійкою НКВС по Криму був засуджений до розстрілу з конфіскацією майна. 27 листопада вирок було виконано. Місце поховання невідоме.

## Реабілітація і вшанування пам'яті
29 червня 1989 року Кость Товкач був посмертно реабілітований прокуратурою Кримської області.
У 2023 році на честь Костя Товкача було названо провулок у Полтаві та вулицю в Диканьці Полтавської області.